# 薩多沃-赫魯斯塔利嫩斯基
48°09′03″N 38°43′40″E / 48.15083°N 38.72778°E
薩多沃-赫魯斯塔利嫩斯基（烏克蘭語：Садово-Хрустальненський）是位於烏克蘭東部的市級鎮，由盧甘斯克州羅韋尼基區的赫魯斯塔利內市鎮負責管轄。
該鎮2013年人口為606人，自2014年起由卢甘斯克人民共和国實際控制。

## 人口統計
根據 2001年烏克蘭人口普查，鎮民人口為707人，他們的母語分配如下：
- 乌克兰语：32.2%
- 俄语：66.1%
- 其他：1.7%